# Caliche

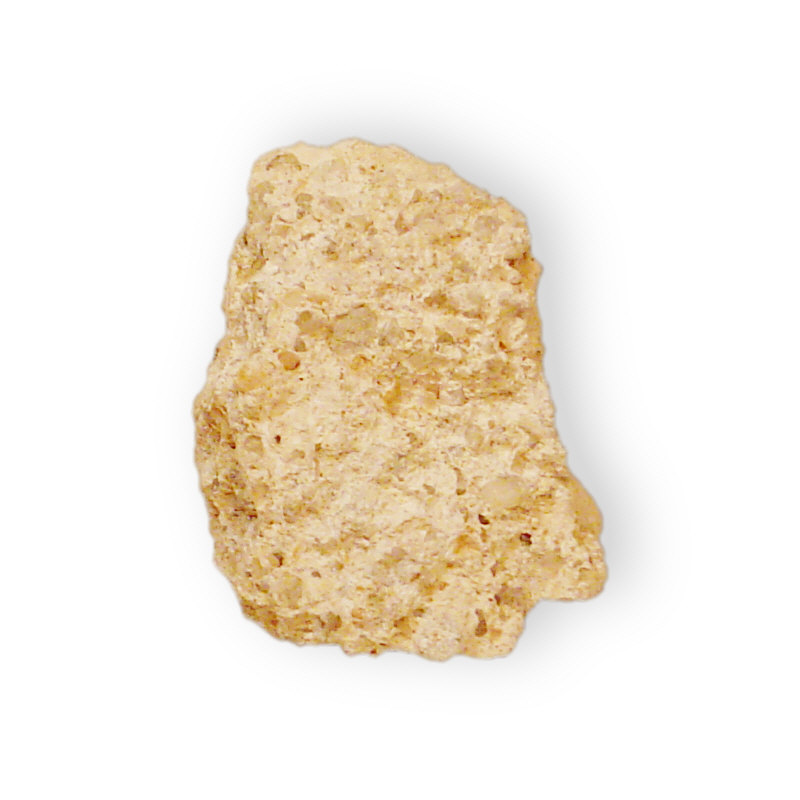
Caliche z Kalifornii, USA

Caliche to skała osadowa występująca na całym świecie, głównie w suchych lub półsuchych regionach, w tym w centralnej i zachodniej Australii, na Pustyni Kalahari, w zachodnich USA i Pustyni Sonora. Caliche jest również znane jako „hardpan”, „calcrete”, „kankar” lub „duricrust”. Termin caliche jest hiszpański i pochodzi od łacińskiego calx, czyli wapno. Występuje zazwyczaj w jasnych kolorach, ale może wahać się od białego przez jasnoróżowy do czerwono-brązowego, w zależności od zanieczyszczeń. Jest zazwyczaj na lub w pobliżu powierzchni, ale można je znaleźć głębiej. Jedna warstwa może się wahać od kilku cali do stóp grubości (czyli od kilku cm do kilkudziesięciu) i wiele warstw może istnieć w jednym miejscu.

## Powstawanie
Zazwyczaj formuje się gdy minerały z wyższej warstwy gleby są wyługowane i gromadzone w następnej warstwie na głębokości zazwyczaj 3-10 metrów. Jednak może powstawać także w inny sposób. W suchych regionach, gdy nadchodzi deszcz, woda bardzo szybko wsiąka do gleby. Później, gdy powierzchnia wyschnie, woda gromadzi się pod nią niosąc ze sobą składniki mineralne wypłukane z niższych warstw. Ten ruch wody tworzy caliche, jednak jest ono zazwyczaj cieńsze. Ogólnie rzecz biorąc, jest to dosyć długi proces, zależny od wilgoci.

## Występowanie
Tworzenie się większości gleb caliche jest znane. Wyjątkiem są chilijskie gleby – jedną z możliwości jest, że złoża zostały sformowane, kiedy prehistoryczne morze śródlądowe odparowało.
Jeden z największych na świecie złóż jest w Makgadikgadi Pans w Botswanie.

## Zastosowanie
- W budownictwie
- Rafinacja cukru

## Skutki występowania
Caliche powoduje wiele problemów przy wzroście roślin. Po pierwsze, caliche tworzy nieprzepuszczalną warstwę co powoduje problemy w obiegu wody. Sole mogą gromadzić się w glebie ze względu na brak odwodnienia. Po drugie, korzenie roślin mają bardzo ograniczony dostęp do potrzebnych substancji, m.in. żelaza, którego niedobór powoduje żółknięcie młodych roślin. Po trzecie, caliche powoduje wzrost pH gleby. To wszystko przyczynia się do złego stanu roślinności.